# چبنیو
چبنیو (به لاتین: Trzebniów) یک سکونتگاه مسکونی در لهستان است که در Gmina Niegowa واقع شده‌است.